# Smedjegården
För den Smedjegården som uppfördes på 1600-talet, se Nya smedjegården
Smedjegården eller Slottssmedjegården var ett fängelse vid slottet Tre Kronor, verksamt från medeltiden fram till 1697.  
Under den östligaste delen av den södra längan av slottet Tre Kronor fanns av ålder en smedja, där fångar sysselsattes. Med tiden inrättades fångrum vid smedjan och vid gården intill den. "Smedjan" var mot slutet av 1500-talet namnet på denna straffanstalt, som från början av 1600-talet kallades Smedjegården och där såväl stadens som Kronans fångar förvarades. Mot slutet av samma århundrade benämndes den Slottssmedjegården till skillnad från Nya Smedjegården. När slottet 1697 brann ned, försvann detta fängelse.